# Falcon Alkoholfri Arena
La Falcon Alkoholfri Arena è uno stadio di calcio situato a Falkenberg, in Svezia. La sua capienza è di 5 565 posti.
È oggi sede degli incontri della squadra maschile di calcio del Falkenberg oltre che della squadra femminile del Böljan, prendendo di fatto il posto del vecchio Falkenbergs IP. La denominazione dell'impianto prende origine dall'accordo di sponsorizzazione con la Falcon, marca di birra che ha promosso nello specifico il proprio prodotto analcolico.
Nell'ottobre del 2012, il Comune di Falkenberg ha presentato il bilancio per gli anni a venire, e nel budget rientravano anche i soldi per la costruzione di un nuovo stadio. I primi lavori di costruzione sono iniziati il 1º aprile 2015, nei giorni in cui la squadra si apprestava a iniziare il secondo campionato di Allsvenskan della propria storia. L'apertura è avvenuta in concomitanza della prima giornata del campionato di Superettan 2017 maschile, quando il Falkenberg ha ospitato l'Öster in un match perso 0-2.
Lo stadio è composto principalmente da due tribune, poste sui lati lunghi del campo. È stato costruito in linea con i requisiti minimi richiesti per ospitare partite di Allsvenskan, serie in cui il Falkenberg è tornato a militare nella stagione 2019 (le tre precedenti annate nella massima serie erano state disputate al Falkenbergs IP).